# Leptomona erythrocephala
Leptomona erythrocephala es una especie de insecto coleóptero de la familia Chrysomelidae.
Fue descrita científicamente en 1790 por Olivier. Su distribución original es el sur de Europa y norte de África. Ha sido introducido en otras partes, como Rusia.